# Pachycerianthus fimbriatus
Pachycerianthus fimbriatus är en korallart som beskrevs av McMurrich 1910. Pachycerianthus fimbriatus ingår i släktet Pachycerianthus och familjen Cerianthidae. Inga underarter finns listade i Catalogue of Life.